# Agelena sherpa
Agelena sherpa là một loài nhện trong họ Agelenidae.
Loài này thuộc chi Agelena. Agelena sherpa được Nishikawa miêu tả năm 1980.